# Bredbladig skvattram
Bredbladig skvattram (Rhododendron groenlandicum) är en ljungväxtart som först beskrevs av Georg Christian Oeder, och fick sitt nu gällande namn av K.A. Kron och W.S. Judd. Bredbladig skvattram ingår i släktet rododendron, och familjen ljungväxter. Inga underarter finns listade i Catalogue of Life.

## Bildgalleri

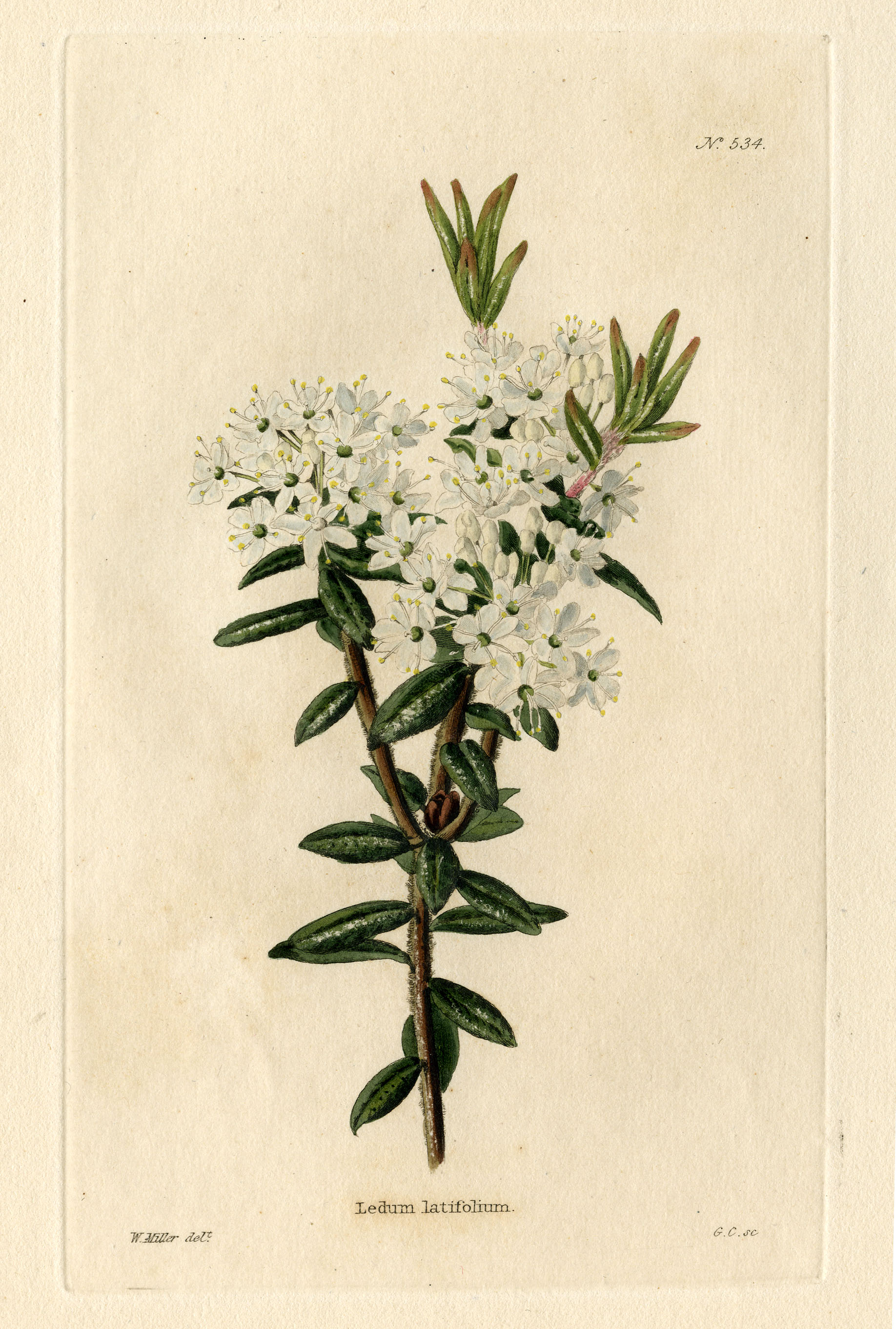
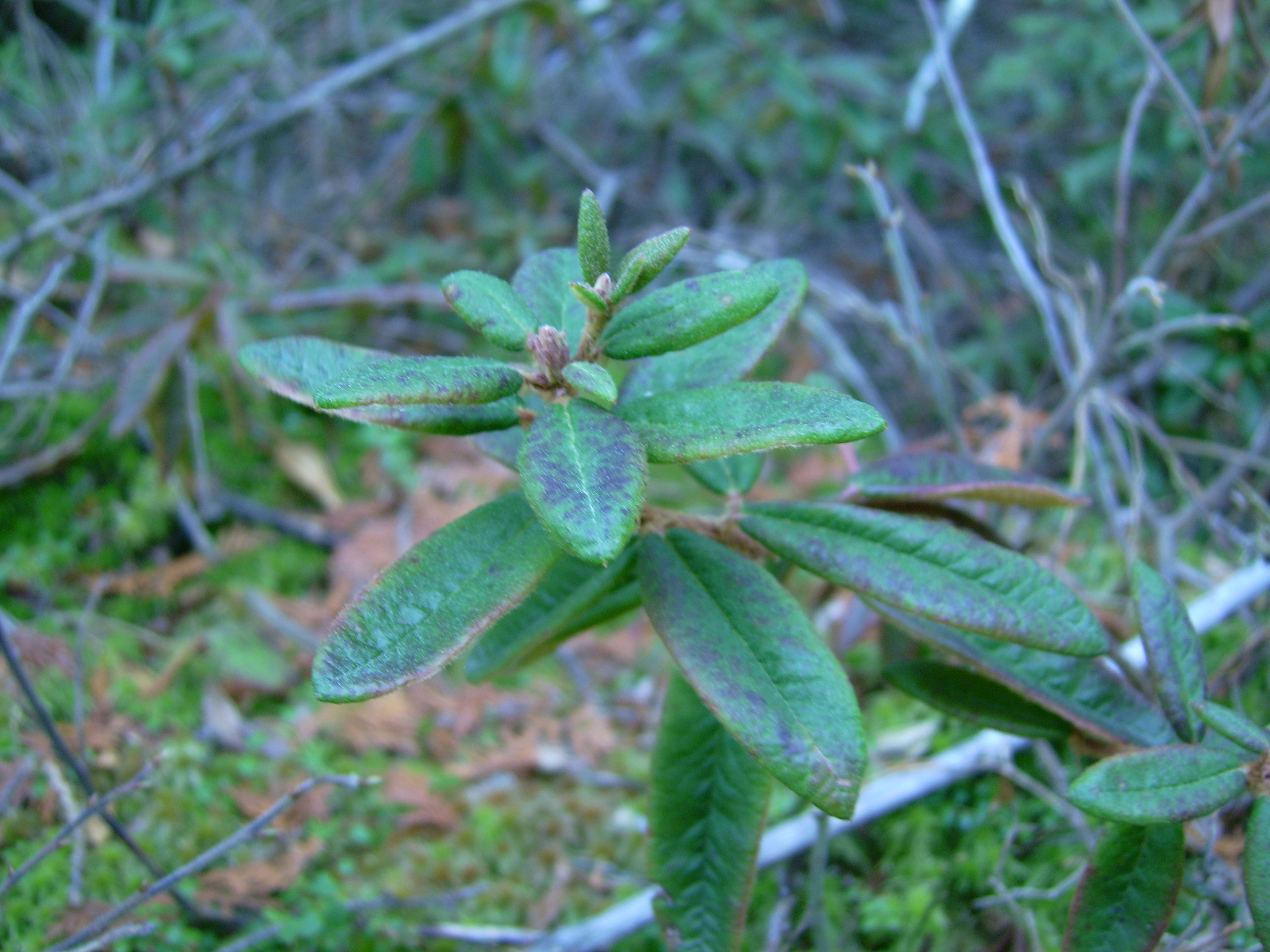
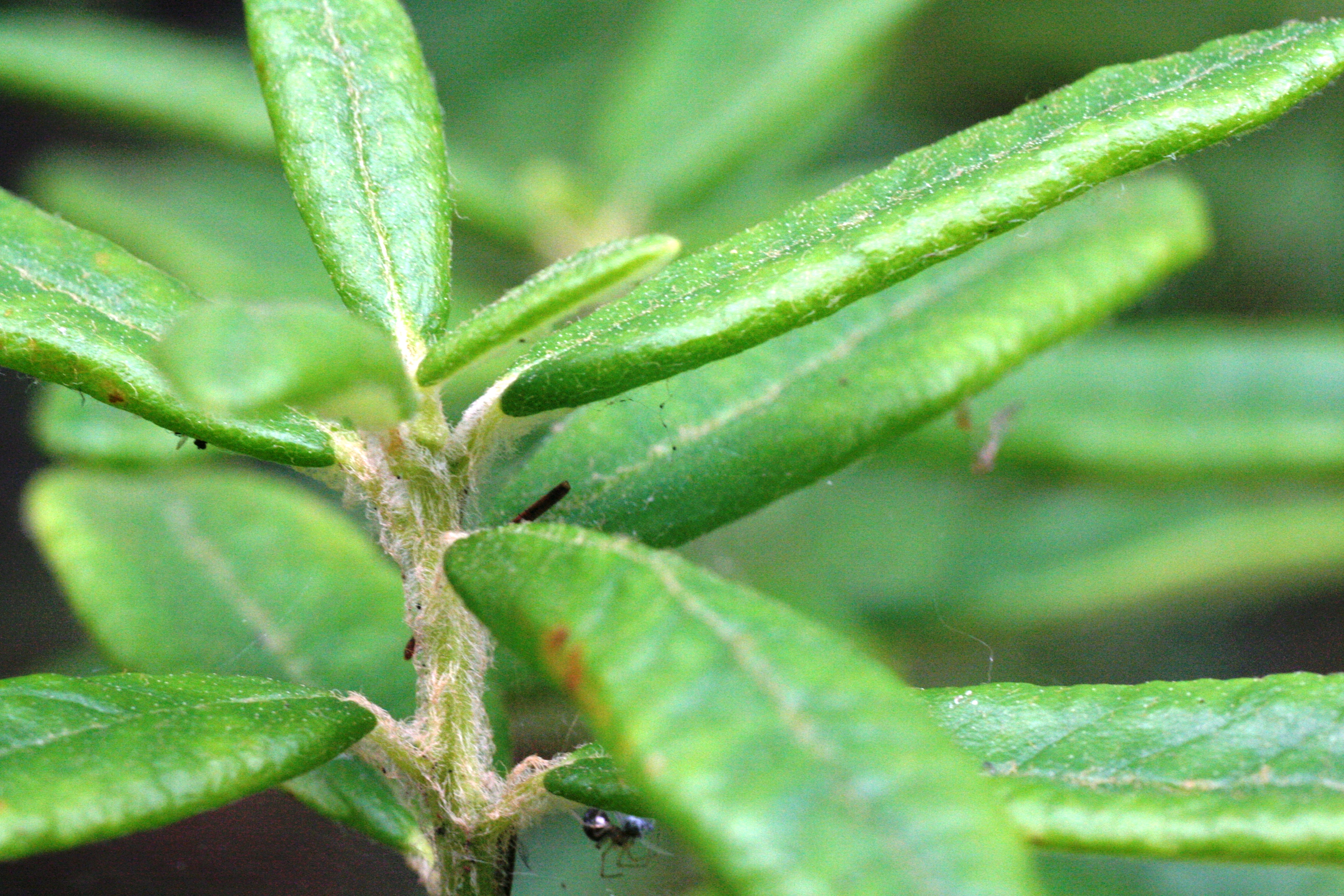
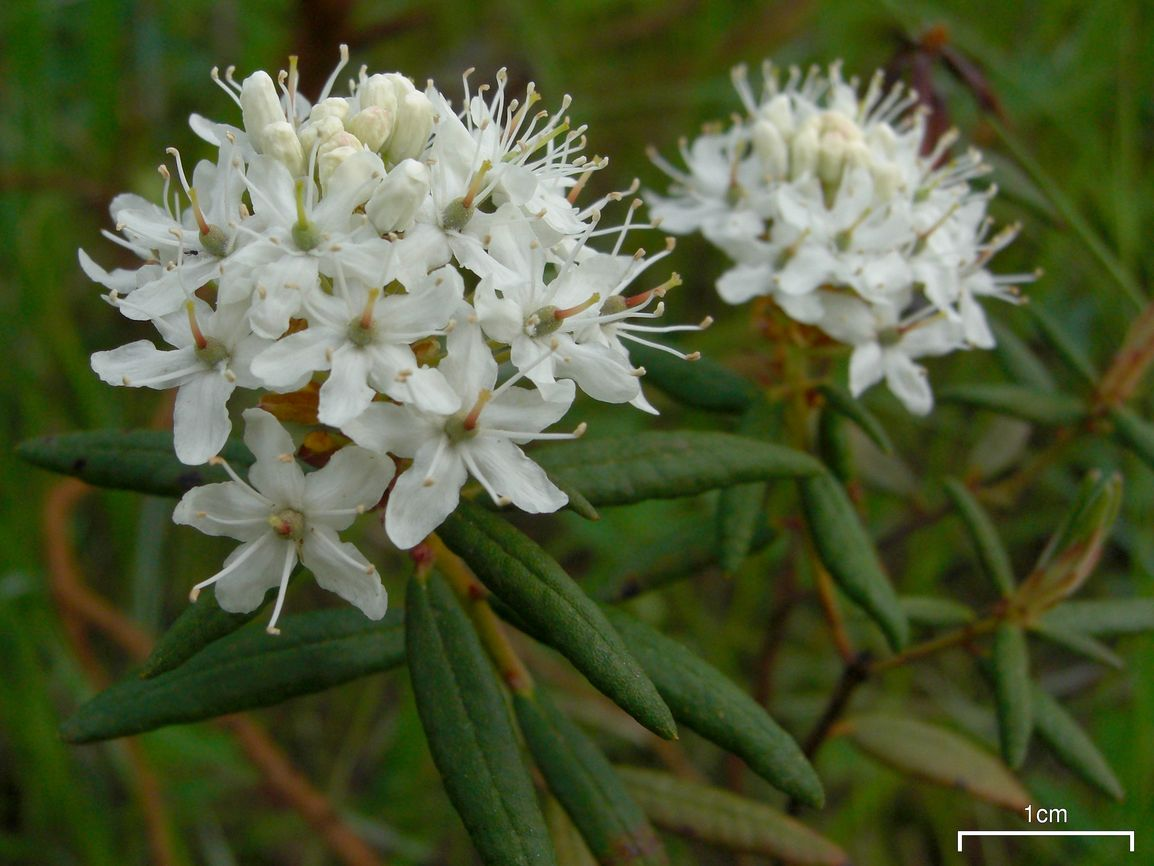
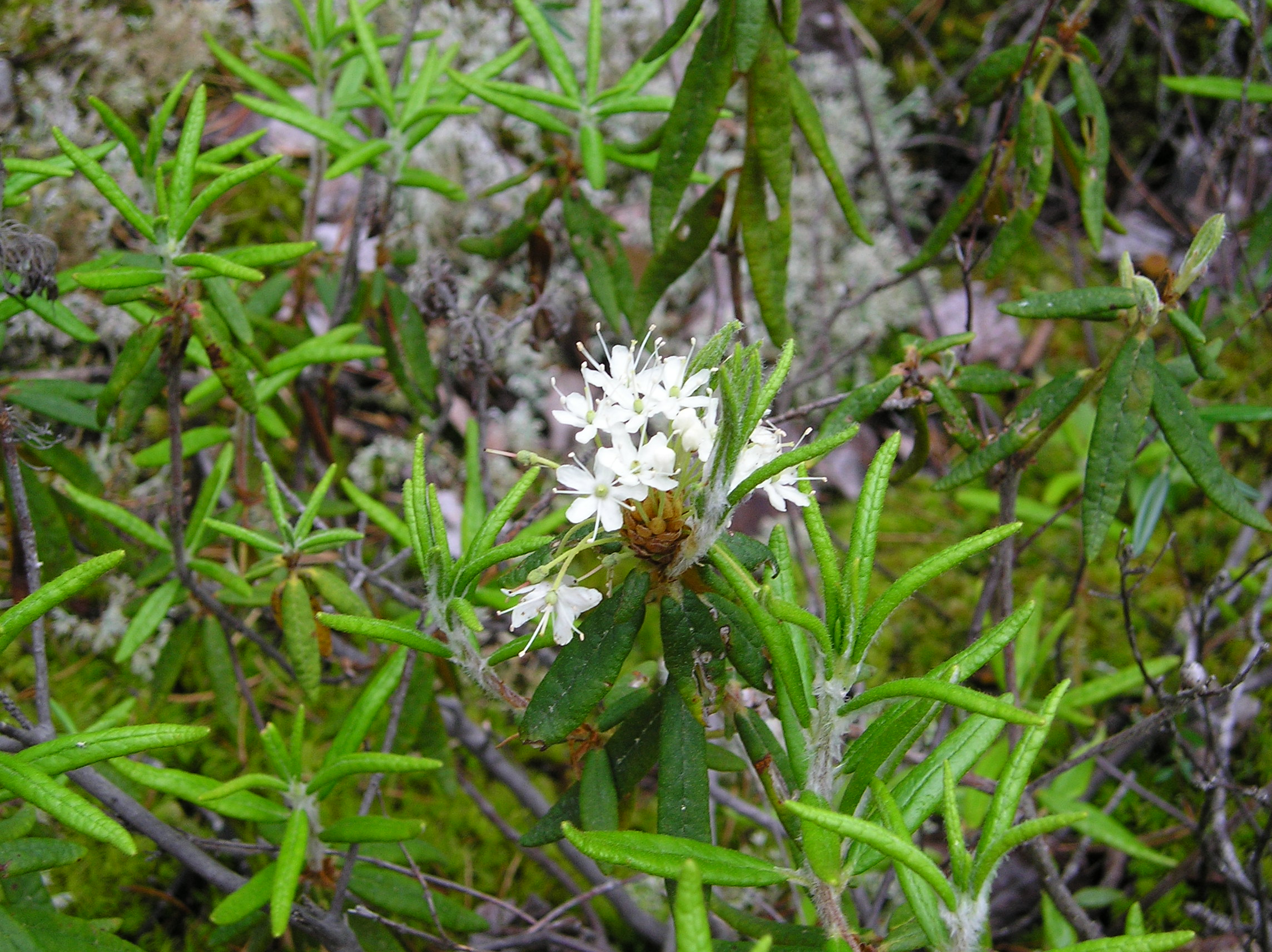
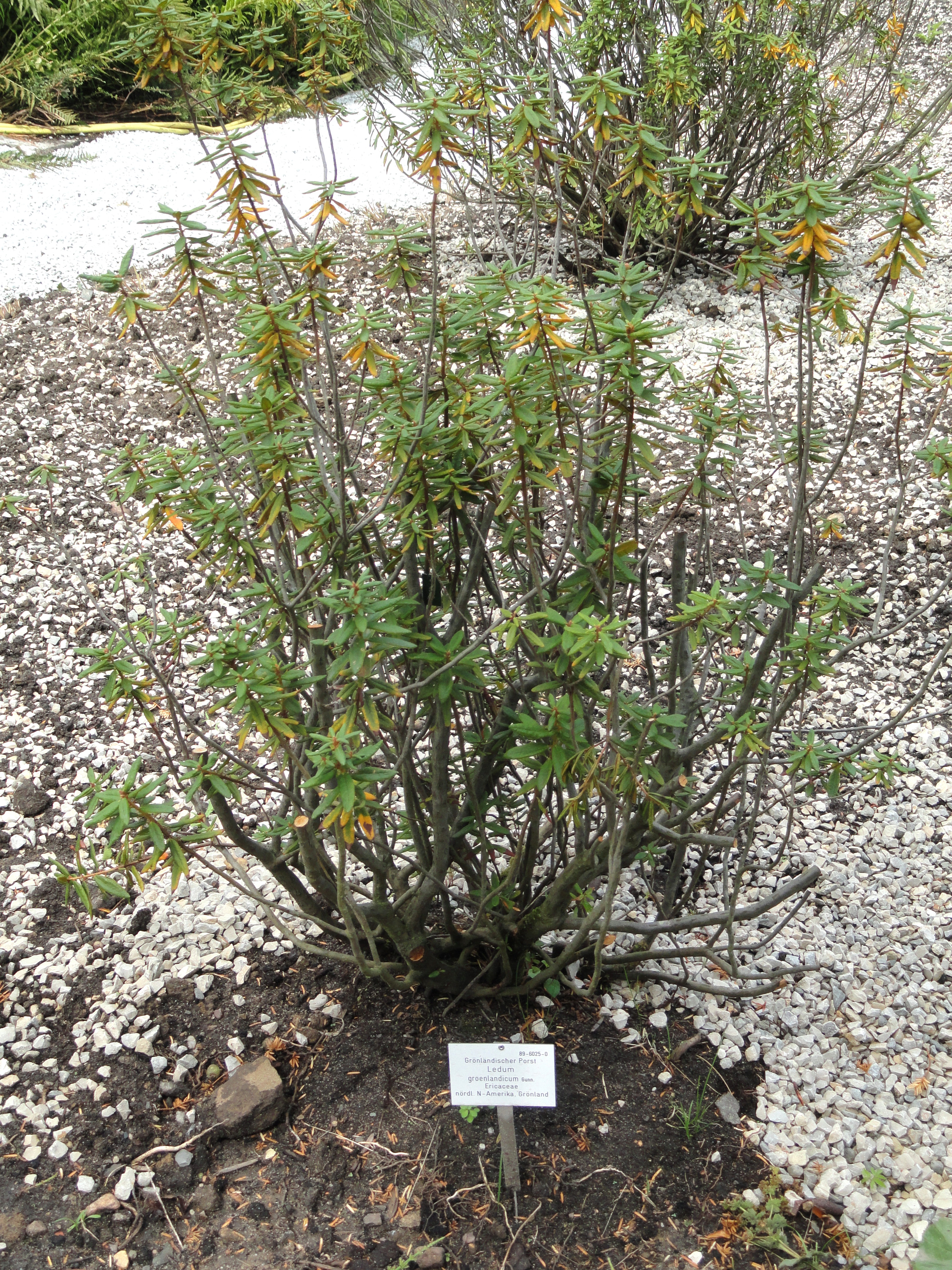